# سفارة تونس لدى ليبيا
سفارة تونس لدى ليبيا هي البعثة الدبلوماسية لجمهورية تونس لدى دولة ليبيا، وتقع بالعاصمة طرابلس.